# São Francisco de Assis (Rio Grande do Sul)
Pour les articles homonymes, voir São Francisco de Assis.
São Francisco de Assis est une ville brésilienne du Sud-Ouest de l'État du Rio Grande do Sul, faisant partie de la microrégion Campanha occidentale et située à 427 km à l'ouest de Porto Alegre, capitale de l'État. Elle se situe à une latitude de 29° 33′ 03″ sud et à une longitude de 55° 07′ 51″ ouest, à une altitude de 151 mètres. Sa population était estimée à 6 784 en 2007, pour une superficie de 2 508 km2.

## Villes voisines
- Maçambara
- Unistalda
- Santiago
- Nova Esperança do Sul
- Jaguari
- São Vicente do Sul
- Alegrete
- Manoel Viana